# Vaulnaveys-le-Bas
Vaulnaveys-le-Bas és un municipi francès situat al departament de la Isèra i a la regió d'Alvèrnia-Roine-Alps. L'any 2007 tenia 1.096 habitants.

## Demografia

### Població
El 2007 la població de fet de Vaulnaveys-le-Bas era de 1.096 persones. Hi havia 392 famílies de les quals 88 eren unipersonals (44 homes vivint sols i 44 dones vivint soles), 128 parelles sense fills, 140 parelles amb fills i 36 famílies monoparentals amb fills.
La població ha evolucionat segons el següent gràfic:
Habitants censats

### Habitatges
El 2007 hi havia 478 habitatges, 403 eren l'habitatge principal de la família, 59 eren segones residències i 16 estaven desocupats. 422 eren cases i 16 eren apartaments. Dels 403 habitatges principals, 336 estaven ocupats pels seus propietaris, 49 estaven llogats i ocupats pels llogaters i 18 estaven cedits a títol gratuït; 3 tenien una cambra, 22 en tenien dues, 40 en tenien tres, 92 en tenien quatre i 246 en tenien cinc o més. 360 habitatges disposaven pel capbaix d'una plaça de pàrquing. A 147 habitatges hi havia un automòbil i a 229 n'hi havia dos o més.

### Piràmide de població
La piràmide de població per edats i sexe el 2009 era:
| Homes | Edats   | Dones |
| ----- | ------- | ----- |
| 0     | 95 o +  | 0     |
| 4     | 90 a 94 | 0     |
| 12    | 85 a 89 | 12    |
| 8     | 80 a 84 | 4     |
| 16    | 75 a 79 | 20    |
| 4     | 70 a 74 | 24    |
| 16    | 65 a 69 | 0     |
| 32    | 60 a 64 | 16    |
| 48    | 55 a 59 | 28    |
| 60    | 50 a 54 | 56    |
| 56    | 45 a 49 | 40    |
| 40    | 40 a 44 | 52    |
| 40    | 35 a 39 | 60    |
| 28    | 30 a 34 | 32    |
| 32    | 25 a 29 | 24    |
| 28    | 20 a 24 | 24    |
| 32    | 15 a 19 | 40    |
| 48    | 10 a 14 | 48    |
| 48    | 5 a 9   | 20    |
| 20    | 0 a 4   | 20    |

## Economia
El 2007 la població en edat de treballar era de 716 persones, 548 eren actives i 168 eren inactives. De les 548 persones actives 484 estaven ocupades (256 homes i 228 dones) i 64 estaven aturades (51 homes i 13 dones). De les 168 persones inactives 68 estaven jubilades, 62 estaven estudiant i 38 estaven classificades com a «altres inactius».

### Ingressos
El 2009 a Vaulnaveys-le-Bas hi havia 409 unitats fiscals que integraven 1.095 persones, la mediana anual d'ingressos fiscals per persona era de 23.567 €.

### Activitats econòmiques
Dels 34 establiments que hi havia el 2007, 4 eren d'empreses de fabricació d'altres productes industrials, 5 d'empreses de construcció, 4 d'empreses de comerç i reparació d'automòbils, 2 d'empreses de transport, 3 d'empreses d'hostatgeria i restauració, 1 d'una empresa d'informació i comunicació, 3 d'empreses financeres, 1 d'una empresa immobiliària, 9 d'empreses de serveis i 2 d'empreses classificades com a «altres activitats de serveis».
Dels 7 establiments de servei als particulars que hi havia el 2009, 1 era un taller de reparació d'automòbils i de material agrícola, 1 paleta, 1 guixaire pintor, 1 lampisteria, 1 perruqueria i 2 restaurants.
L'únic establiment comercial que hi havia el 2009 era una sabateria.
L'any 2000 a Vaulnaveys-le-Bas hi havia 15 explotacions agrícoles que ocupaven un total de 66 hectàrees.

## Equipaments sanitaris i escolars
El 2009 hi havia una escola elemental.

## Poblacions més properes
El següent diagrama mostra les poblacions més properes.